# Lycioides ursinus
Lycioides ursinus är en insektsart som beskrevs av Ball 1931. Lycioides ursinus ingår i släktet Lycioides och familjen dvärgstritar. Inga underarter finns listade i Catalogue of Life.